# Tivoli Audio

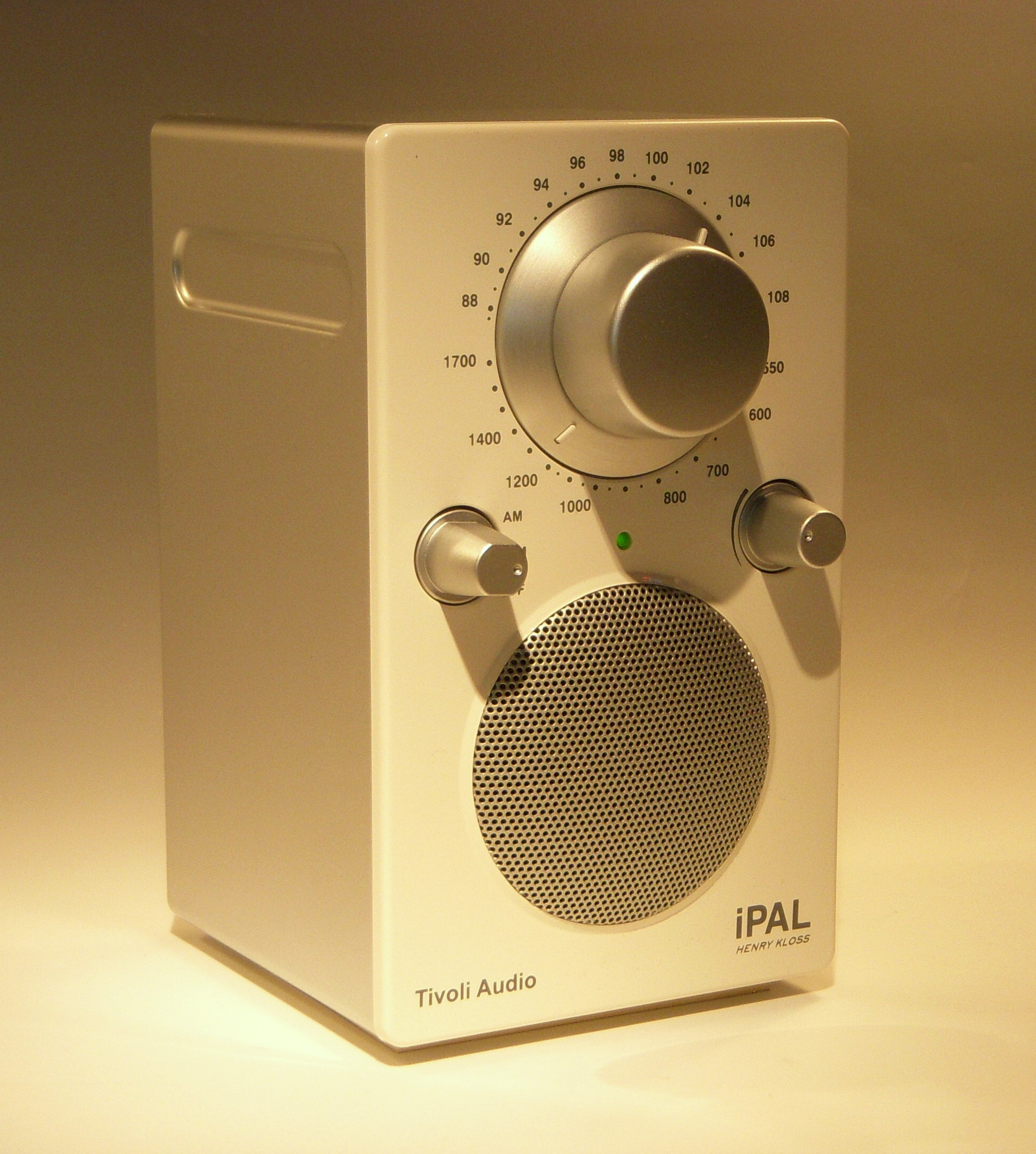
Tivoli Audio PAL

La Tivoli Audio è una ditta costruttrice americana di apparecchi radiofonici. Ha la sua sede a Boston, nel Massachusetts ed è stata fondata da Tom DeVesto, designer manager della Advent Corporation, della Kloss Video e cofondatore della Cambridge SoundWorks. Le radio della Tivoli Audio sono vendute in tutto il mondo e devono la loro notorietà al loro peculiare aspetto ideato da Henry Kloss (cofondatore dell'azienda).

## Modelli
- Tivoli Audio Model One
- Tivoli Audio PAL
- Tivoli Audio Model Two
- Tivoli Audio Model Three
- Tivoli Audio Model DAB
- Tivoli Audio Model CD
- Tivoli Audio Model Subwoofer